# 헬렌 샤먼
헬렌 퍼트리셔 샤먼(Helen Patricia Sharman, 1963년 5월 30일 - )은 영국의 화학자이자 1991년 최초의 영국 우주비행사로 미르에 오른 최초의 여성이다.
셔먼은 영국 잉글랜드 셰필드의 그레노사이드에서 태어났다. 1984년 화학 전공으로 셰필드 대학교를 졸업하였고, 버크벡 칼리지에서 박사 학위를 받았다. 제너럴 일렉트릭 컴퍼니에서 연구원으로 근무하였고 이후 마즈에서 초콜렛의 풍미를 연구하는 화학자로 일하였다.

## 주노 계획
샤먼은 ITV의 광고를 통해 진행된 우주비행사 공개 모집에 응모하여 1989년 11월 25일 우주비행사로 선정되었다. 전체 응모자는 약 1만3천 명이었다. 샤먼이 우주비행사로 선정된 주노 계획은 소련과 영국의 민간회사들이 협력하여 운영된 프로그램이었다. 주노 계획은 응모자들의 과학 지식, 학력, 비행 경력, 그리고 외국어 능력 등을 고려하여 후보자를 선정하였다.

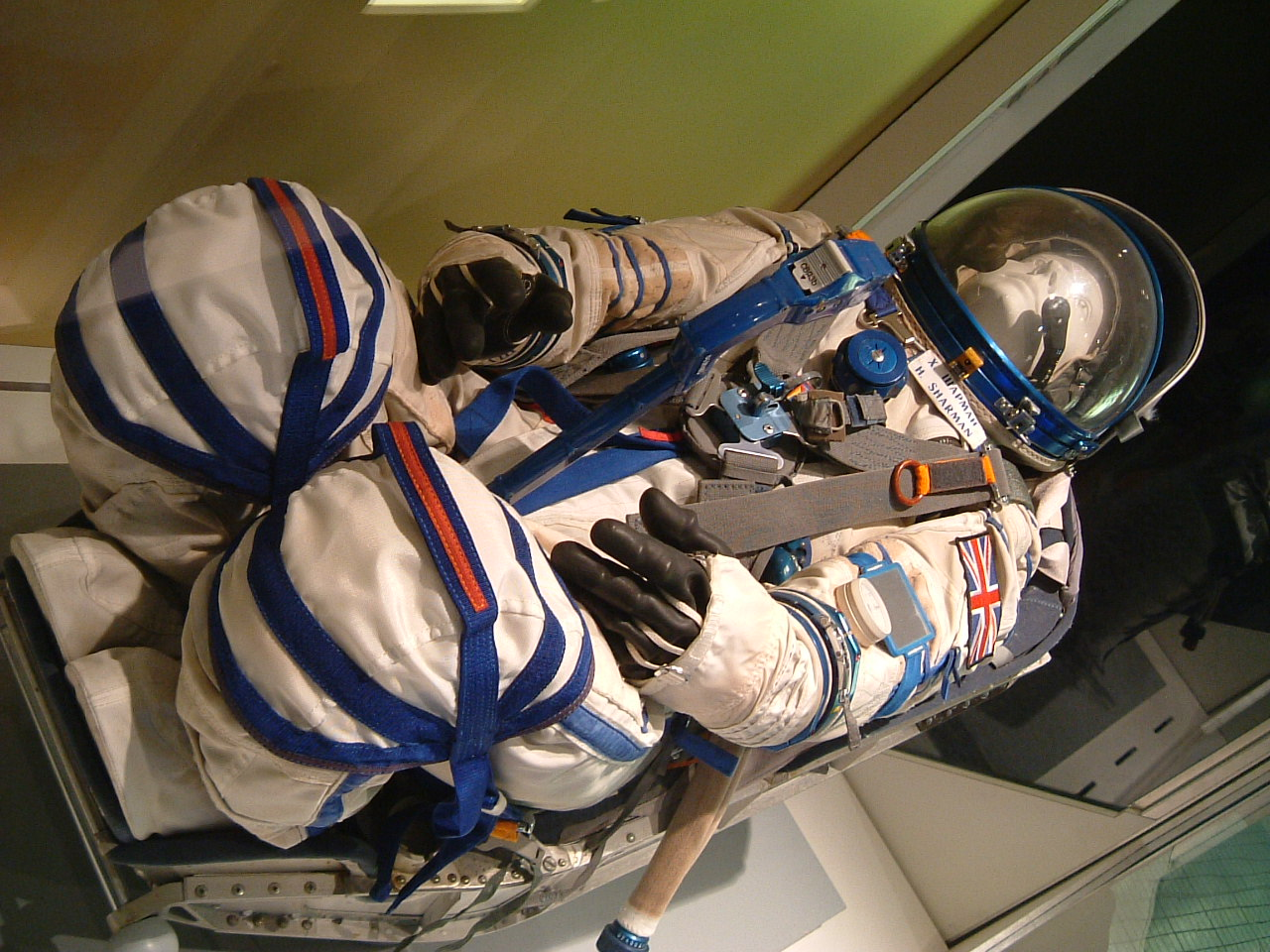
레스터의 영국 국립 우주 센터에 전시되어 있는 샤먼의 소콜 우주복

헬렌 샤먼은 유리 가가린 우주비행사 훈련 센터에서 18개월 동안 우주비행 훈련을 이수하였으나, 주노 계획은 기금 부족으로 사업이 취소될 위기를 겪었다. 소련은 국제 관계를 고려하여 자체 기금으로 사업을 지속하였고 애초 계획에 포함되어 있던 실험 가운데 비용이 많이 들어가는 것을 취소하였다.
샤먼을 포함하여 소련의 아나톨리 아르체바르스키와 세르게이 크리칼레이가 참여한 소유즈 TM-12 임무 로켓은 1991년 5월 18일 발사되었다. 샤먼은 발사 후 8일 동안 미르에 머물면서 의학 및 농업 관련 실험을 진행하였다. 샤먼은 브리튼 제도의 사진을 찍고 학생들과 아마추어 무선 채널을 이용하여 통신을 하였다. 그녀는 1991년 소유즈 TM-11을 통해 귀환하였다.
1991년 당시 샤먼은 27세였고, 셰필드는 샤먼의 우주 비행을 기념하는 기념패를 제작하여 시청 벽에 걸었다.

## 우주 비행 이후의 경력
샤먼은 주주 비행 이후 8년에 걸쳐 미르와 우주 개발에 관한 강연을 하였다. 1997년 어린이를 대상으로한 《우주》를 출간하였다. 또한 BBC 스쿨즈와 같은 방송 프로그램에 출연하기도 하였다.
2011년 샤먼은 국립 물리연구소에서 표면 나노 분석 그룹의 지도자로 일하였고 2015년부터 임페리얼 칼리지 런던의 화학과 학사 관리자로 일하고 있다. 샤먼은 현재도 화학 및 우주 비행에 관련된 활동을 하고 있다. 20115년 영국 과학 협회의 명예 특별회원이 되었다.
샤먼은 2016년 8월 채널 4의 연속극 《홀리 오크》에 출연하기도 하였다.

## 수상
1991년 셰필드에서 열린 1991년 하계 유니버시아드의 성화 봉송 주자 가운데 한명 이었다.
1993년 대영 제국 훈장을 서훈 받았고, 왕립화학회의 특별회원으로 선정되었다.
여러 대학교로부터 명예 박사 학위를 수여받았다.

## 참고 문헌
- Bums on Seats: How to Publicise Your Show (A & C Black, 1992. ISBN 978-0713636628)
- Seize the Moment: Autobiography of Britain's First Astronaut, autobiography, with Christopher Priest and a foreword by Arthur C. Clarke (London : Gollancz, 1993 – ISBN 0-575-05819-6)
- The Space Place (Making Sense of Science), children's book, illustrated by Mic Rolph (Portland Press, 1997. ISBN 1-85578-092-5)